# Acylomus mifsudi
Acylomus mifsudi là một loài bọ cánh cứng trong họ Phalacridae. Loài này được èvec miêu tả khoa học năm 2000.